# Wąwóz Darialski
Wąwóz Darialski (ros. Дарьяльское ущелье, trb. Darjalskoje uszczelje; gruz. დარიალის ხეობა, trl. Darielis Kheoba, trb. Darielis Cheoba) – wąwóz rzeki Terek na granicy Rosji i Gruzji, w Paśmie Bocznym Wielkiego Kaukazu. Ciągnie się na długości ok. 3 km i ma głębokość do 1000 m. Przez jego część przechodzi Gruzińska Droga Wojenna.
Wąwóz nazywany jest również „Wrotami Iberii” lub „Wrotami Kaukazu”. Pod nazwą Porta Caucasica wspominał go na początku I w. n.e. grecki geograf Strabon. Według tradycji jeszcze w II w. p.n.e. król Iberii Mirwan I w celu obrony swego kraju przed najeźdźcami z północy wybudował tu twierdzę o nazwie Kumania, a sam wąwóz kazał zagrodzić wielką drewnianą bramą, okutą żelazem. Znacznie później, w XI–XII w., za czasów królów Gruzji Dawida IV Budowniczego i Tamary wybudowano w tym miejscu nową twierdzę, której ruiny zachowały się do naszych czasów.

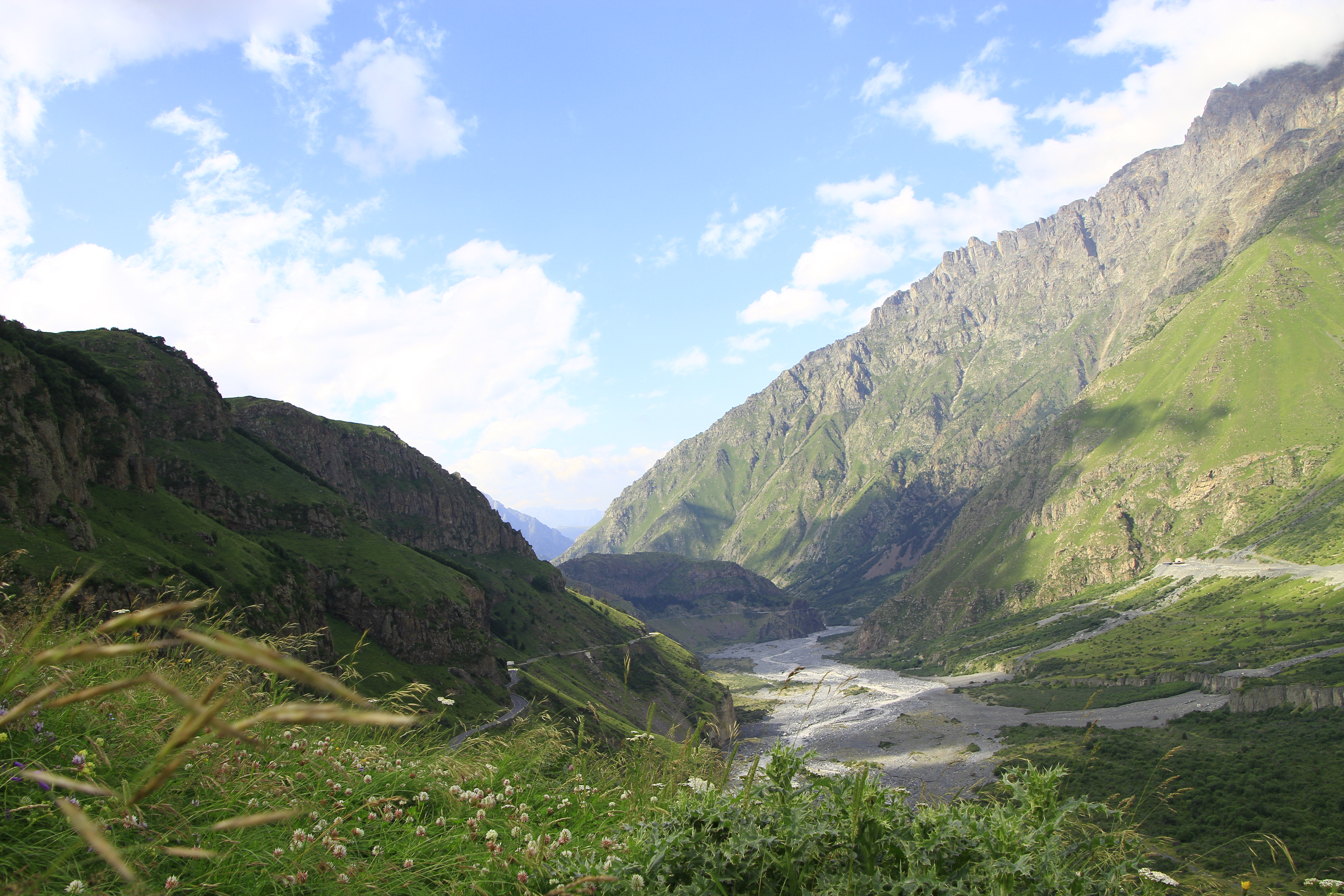
Zdjęcie ukazuje południowy odcinek Wąwozu Darialskiego z perspektywą w kierunku północy, tym samym znacznemu przewężeniu darialskiego przesmyku